# Aurís
|  | Per a altres significats, vegeu «Auri». |

Auris (habitualment anomenat Auris-en-Oisans) és un municipi francès situat al departament de la Isèra i a la regió d'Alvèrnia-Roine-Alps. L'any 2007 tenia 205 habitants.

## Demografia

### Població
El 2007 la població de fet d'Auris era de 205 persones. Hi havia 96 famílies de les quals 32 eren unipersonals (16 homes vivint sols i 16 dones vivint soles), 40 parelles sense fills i 24 parelles amb fills.
La població ha evolucionat segons el següent gràfic:
Habitants censats

### Habitatges
El 2007 hi havia 1.127 habitatges, 97 eren l'habitatge principal de la família, 1.013 eren segones residències i 17 estaven desocupats. 241 eren cases i 883 eren apartaments. Dels 97 habitatges principals, 71 estaven ocupats pels seus propietaris, 15 estaven llogats i ocupats pels llogaters i 11 estaven cedits a títol gratuït; 2 tenien una cambra, 17 en tenien dues, 24 en tenien tres, 24 en tenien quatre i 29 en tenien cinc o més. 43 habitatges disposaven pel capbaix d'una plaça de pàrquing. A 54 habitatges hi havia un automòbil i a 33 n'hi havia dos o més.

### Piràmide de població
La piràmide de població per edats i sexe el 2009 era:
| Homes | Edats   | Dones |
| ----- | ------- | ----- |
| 0     | 95 o +  | 0     |
| 0     | 90 a 94 | 0     |
| 0     | 85 a 89 | 0     |
| 4     | 80 a 84 | 0     |
| 12    | 75 a 79 | 16    |
| 8     | 70 a 74 | 8     |
| 0     | 65 a 69 | 4     |
| 4     | 60 a 64 | 8     |
| 8     | 55 a 59 | 8     |
| 20    | 50 a 54 | 12    |
| 12    | 45 a 49 | 12    |
| 0     | 40 a 44 | 16    |
| 4     | 35 a 39 | 0     |
| 8     | 30 a 34 | 4     |
| 16    | 25 a 29 | 4     |
| 4     | 20 a 24 | 4     |
| 0     | 15 a 19 | 0     |
| 12    | 10 a 14 | 4     |
| 4     | 5 a 9   | 0     |
| 0     | 0 a 4   | 8     |

## Economia
El 2007 la població en edat de treballar era de 130 persones, 98 eren actives i 32 eren inactives. De les 98 persones actives 96 estaven ocupades (53 homes i 43 dones) i 2 estaven aturades (1 home i 1 dona). De les 32 persones inactives 19 estaven jubilades, 3 estaven estudiant i 10 estaven classificades com a «altres inactius».

### Ingressos
El 2009 a Auris hi havia 99 unitats fiscals que integraven 204 persones, la mediana anual d'ingressos fiscals per persona era de 18.744 €.

### Activitats econòmiques
Dels 60 establiments que hi havia el 2007, 1 era d'una empresa extractiva, 2 d'empreses de fabricació d'altres productes industrials, 1 d'una empresa de construcció, 7 d'empreses de comerç i reparació d'automòbils, 1 d'una empresa de transport, 13 d'empreses d'hostatgeria i restauració, 2 d'empreses financeres, 6 d'empreses immobiliàries, 4 d'empreses de serveis, 21 d'entitats de l'administració pública i 2 d'empreses classificades com a «altres activitats de serveis».
Dels 14 establiments de servei als particulars que hi havia el 2009, 1 era una oficina bancària, 1 electricista, 10 restaurants i 2 agències immobiliàries.
Dels 6 establiments comercials que hi havia el 2009, 2 eren botiges de menys de 120 m², 1 una llibreria i 3 botigues de material esportiu.

## Equipaments sanitaris i escolars
El 2009 hi havia una escola elemental.

## Poblacions més properes
El següent diagrama mostra les poblacions més properes.